# José Emilio Pacheco

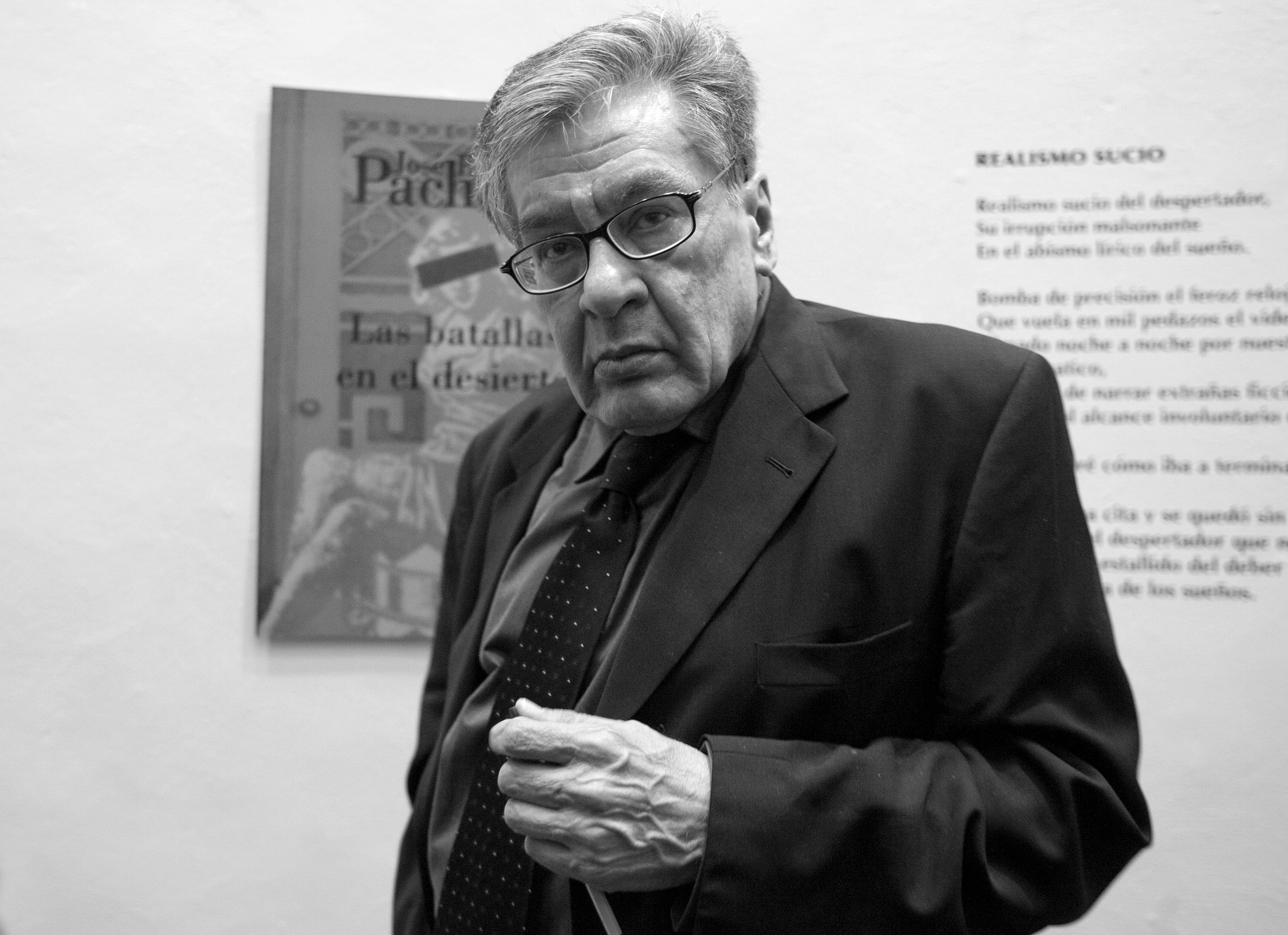
José Emilio Pacheco (2009)

José Emilio Pacheco (* 30. Juni 1939 in Mexiko-Stadt; † 26. Januar 2014 ebenda) war ein mexikanischer Schriftsteller.

## Leben
Pacheco schrieb bereits für Magazine und Zeitungen, als er noch zur Schule ging. Auf Wunsch seines Vaters, eines Rechtsanwalts und Notars, begann er ein Jurastudium, wechselte jedoch bald zu Philologie, weil er die Aussicht verstörend fand sozial auf der falschen Seite zu stehen und das Recht gegen die Armen einsetzen zu müssen. Als 19-jähriger Student nahm er seine unermüdliche Arbeit als Kritiker, Herausgeber und Kolumnist mexikanischer Kulturjournale und Literaturjournale auf und war für den Kultur- und Literaturteil bekannter mexikanischer Zeitungen verantwortlich. Danach lehrte er Literatur und Poesie an Universitäten in Kanada, Großbritannien und den USA. Pacheco kehrte nach Mexiko-Stadt zurück, veranstaltete jedoch Sommerkurse an der University of Maryland.
2009 erhielt Pacheco den Cervantespreis, den höchsten Literaturpreis der spanischsprachigen Welt. Die Jury urteilte, er sei ein „außergewöhnlicher Poet des Alltagslebens“, der die Fähigkeit besitze, „sich eine eigene Welt zu erschaffen“. Pacheco starb 74-jährig am 26. Januar 2014 an den Folgen eines am Vortag erlittenen Sturzes.

## Werkcharakteristik
José Emilio Pacheco widmete sich den vier literarischen Bereichen Poesie, Essayistik, Übersetzung und Prosa, wobei an erster und zentraler Stelle das Gedicht steht.
Das gesamte Werk zeichnet sich durch formale Perfektion, präzise poetische Sprache und inneres, gefühlsmäßiges Beteiligtsein aus. Weitere literarische Charakteristika sind die Leidenschaftlichkeit der Metaphern, ihre Wiederholung, ihre Konzentration auf wenige Zeilen, die Lust an unerwarteten gedanklichen Beziehungen, das Spiel mit Analogien und das Besingen der Landschaft.
Das erste lyrische Werk Los elementos de la noche (Die Elemente der Nacht) erschien 1963 in Mexiko. Zehn weitere Lyrikbände folgten.

## Werke (Auswahl)
- El principio del placer. Joaquín Mortiz, 1972; Era (nueva version) 1997, 2009
  - Einzelerz., Übers. José Antonio Friedl Zapata: Fiesta brava. In: Ein neuer Name, ein fremdes Gesicht. 26 Erzählungen aus Lateinamerika. Hg. wie Übers. Sammlung Luchterhand, 834. Neuwied, 1987, 1989, S. 80–101
- Rückkehr zu Sisyphos. Gedichte 1959 - 2000. Selene, Wien 2002
- Kämpfe in der Wüste. Erzählungen. Residenz, Wien 1995 u.ö.
- Der Tod in der Ferne. (Roman) Residenz, Salzburg 1992
- Früher oder später – Tarde o Temprano. Werkauswahl, zweisprachig Spanisch – Deutsch. Gedichte. Poemas 1964–2000. Umschlaggestaltung von Juana Burghardt. Aus dem mexikanischen Spanisch von Juana und Tobias Burghardt. Mit einem Fotoessay von Enrique Hernández-D’Jesús. Mit einem Nachwort von Tobias Burghardt. Edition Delta, Stuttgart 2011, ISBN 978-3-927648-39-5.

## Auszeichnungen
- 1970: Guggenheim-Stipendium
- 2003 Premio Octavio Paz 2003
- 2009 Königin-Sofía-Preis für iberoamerikanische Poesie
- 2009 Cervantespreis